# رقص فولکلور ترکیه‌ای

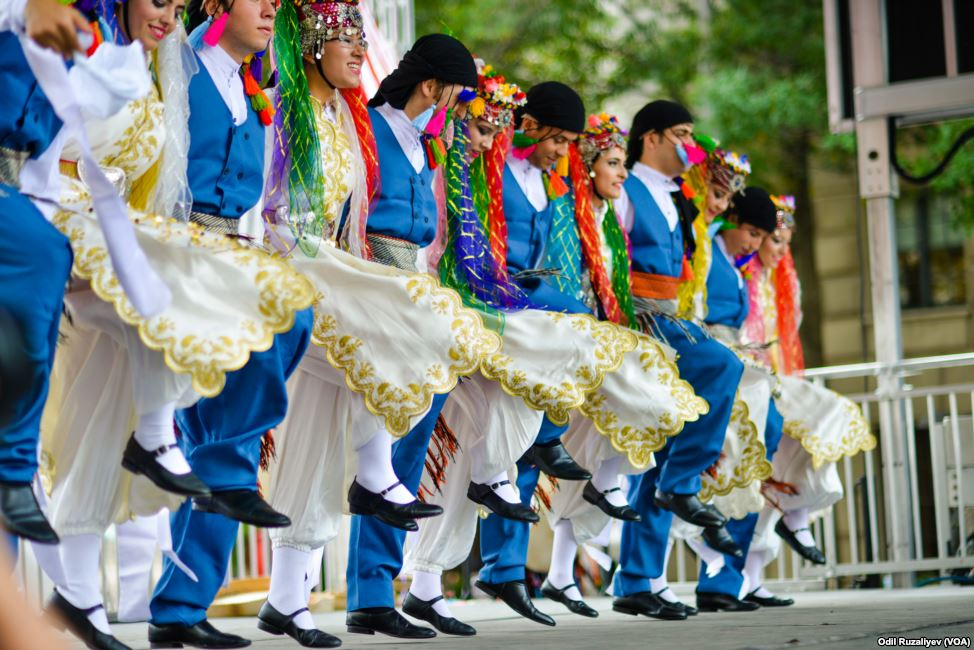
پایکوبی فولکلور ترکی

پایکوبی‌ها یا رقص‌های فولکلور ترکیه مجموعه رقص‌های فولکلور ترکیه هستند. ترکیه که در میان سه دریا است و در مسیرهای مهم تجاری قرار دارد، فرهنگی پیچیده و دارد که در پایکوبی‌های گوناگون آن نمود دارد. شکل غالب رقص ترکی انواع پایکوبی‌های خطی است. انواع گوناگونی از پایکوبی‌های فولکلور در ترکیه اجرا می‌شود که شکل‌های گوناگون دارد و به ساختار فرهنگی هر منطقه مربوط است. پایکوبی ''بار'' در استان ارزروم، هالای در شرق و جنوب شرقی ، ''هورا'' در تراکیه ، ''هورون'' در دریای سیاه، رقص قاشق در قونیه و اطراف آن و لزگ در کارس و اردهان از نمونه‌های شناخته شده این پایکوبی‌ها است.

## انواع پایکوبی‌ها

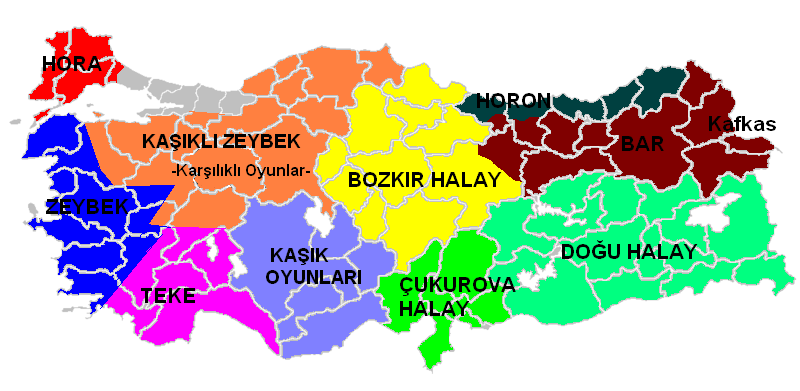
پایکوبی‌هایترکی در مناطق مختلف: هورا - تراکیای شرقی زیبک در منطقه اژه، جنوب مرمره و منطقه آناتولی خاورمیانه تککه- منطقه مدیترانه غربی کارشیلاما - آناتولی مرکزی غربی، دریای سیاه غربی، جنوب مرمره، منطقه مدیترانه شرقی هورون - منطقه دریای سیاه مرکزی و شرقی هالای - منطقه آناتولی شرقی و آناتولی مرکزی بار و لزگینکا - منطقه شمال شرقی آناتولی

### بار
با توجه ساختار و شکل پایکوبی بار، این رقص توسط گروه‌ها مردم در فضای باز انجام می‌شود. بار در قسمت شرقی آناتولی (استانهای ارزروم، بایبورد، آگری، کارس، آرتوین و ارزنجان) گسترش یافته‌است. ویژگی بار این است که پایکوبان در کنار هم، دست در دست، شانه به شانه و بازو به بازو در کنار هم می‌رقصند. بار برای زنان و مردان با یکدیگر متفاوت است. سازهای اصلی رقص‌های بار داول و زورنا است. بیشتر ضرب‌آهنگ بار ۵/۸ و ۹/۸ است و گاهی از ۶/۸ و ۱۲/۸ استفاده می‌شود.

### هالای
این پایکوبی فولکلور بخشی از رقص ترکی است و تا حد زیادی در آناتولی شرقی، جنوب شرقی و مرکزی اجرا می‌شود. رقص هالای بیشتر با ترکیب طبل و زورنا و همچنین کاوال، سیپسی (نی)، سیگیرتما یا باغلاما (ساز سه تار) اجرا می‌شود. در هنگام پایکوبی ترانه‌های فولکلور نیز خوانده می‌شود.

### هورون
horon (به یونانی: Horos [اسم مذکر ، شکل مفرد ، مفعولی])، که از کلمه یونانی گرفته شده‌است به معنی پایکوبی در یونان باستان و یونان جدید است. در ترکیه هورون، یک سبک رقص است که در منطقه دریای سیاه، ترکیه امروزی یافت می‌شود. رقص‌هایی که هورون نامیده می‌شوند از فرهنگ یونانی این منطقه گرفته شده‌اند و ماهیتی دایره ای دارند که هر کدام با قدم‌های کوتاه مشخص می‌شوند. هورون یا رقص گرد یک پایکوبی فولکلور در منطقه ساحلی دریای سیاه و قسمتهای داخلی آن است. هورون‌ها با داشتن سرعت و ضرب‌آهنگ بسیار متفاوت از رقص‌های فولکلور دیگر مناطق کشور به نظر می‌رسد. از آنجاکه ملودی‌های هورون بسیار تند است، نواختن برای آن با هر سازی بسیار دشوار است. به همین دلیل از طبل و زورنا برای این رقص استفاده می‌شود. ملودی‌های هورون با نوع کوچکی از زورنا انجام می‌شود که «کورا» نامیده می‌شود.

### زیبک
زیبک‌ها، به‌طور کلی، پایکوبی‌های مردمی گسترده آناتولی غربی است که توسط یک یا دو نفر یا توسط گروهی از افراد انجام می‌شود رقص‌های زیبک، به‌طور کلی ضرب ۹/۸ دارند و دارای سرعت‌های مختلفی مانند بسیار آهسته، آهسته، سریع و بسیار سریع هستند. پایکوبی‌های بسیار سریع، به عنوان مثال، رقص تکه (بز) که در بوردور انجام می‌شود دارای ضرب ۱۶/۹ هستند.

### دیگر شکل‌ها

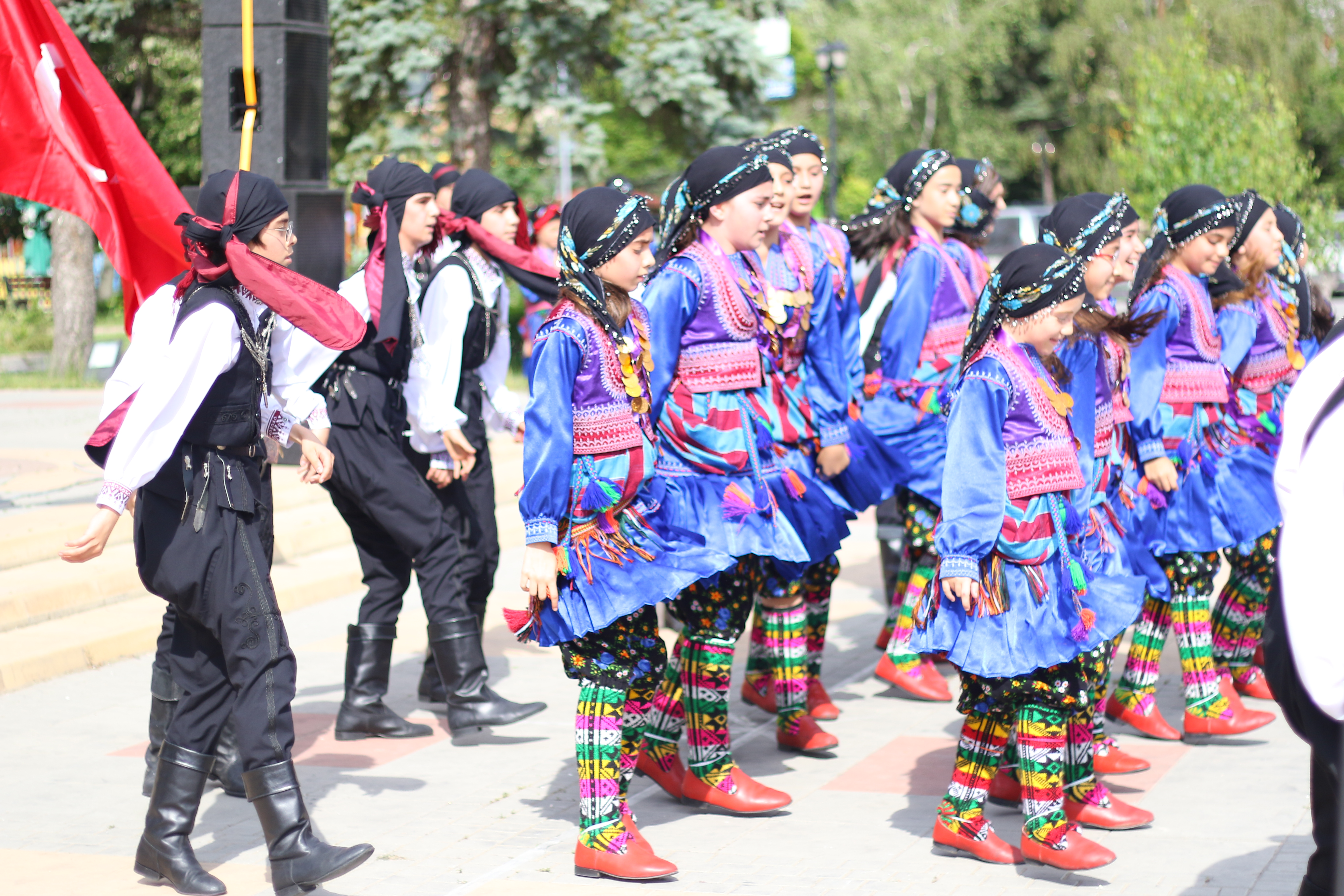
کودکان ترکیه در حال رقص فولکلور

- کارسیلماس: (نوعی موسیقی عروسی) و هورا (از یونان باستان χορεία) از نوع رقص‌های فولکلور با ساختار آهنگین و موزون و با اجرای سریع هستند. ساز سنتی آنها ۲ طبل و ۲ زورنا است. چیفتتلی نوعی از این رقص است.
- کاساپ هواسی/ هاساپیکو: به معنی «رقص قصاب» پایکوبی استانبول و تراکیای شرقی است.[۲] این پایکوبی ریشه در زمان بیزانس دارد و توسط قصابی‌های ارتش بیزانس انجام می‌شده.[۳]
- کاشیک اویونلاری: (رقص‌های قاشقی چوبی) این پایکوبی‌ها، به‌طور کلی، بیشتر در منطقه مدیترانه انجام می‌شوند. سازهای مورد استفاده عبارتند از کمان جانور (نوعی ویولن)، باغلاما و کلارینت. دینار احتمالاً شناخته شده‌ترین "رقص قاشق چوبی" است
- لزگی: لزگی یا لزگینکا بیشتر در کارس و اردهان انجام می‌شود.
- سما: ملودی‌های Samah دارای اندازه‌های ۵/۸، ۷/۸ و ۹/۸ هستند. سازهای سنتی آنها باغلاما، کمانچه و غیره است. در این رقص هیچ ساز موزونی وجود ندارد. اجرا با آواز (بدون هیچ ساز) نیز گسترده‌است. پیشرفته‌ترین سماها از ۳ قسمت تشکیل می‌شوند:
- سیرتوس: پایکوبی‌های دایره ای یونانی هستند، از یونان باستان، به نام سیرتوس، از σύρω، سیرو، "کشیدن [رقص]" شروع شده‌اند و بیشتر در منطقه پونتوس یافت می‌شود.
- شیکسارای: رقص ترکی است و ریشه در منطقه دریای سیاه دارد.[۴]